# Neoplocaederus consocius
Neoplocaederus consocius là một loài bọ cánh cứng trong họ Cerambycidae.